# بطولة الراليات الأوروبية
بطولة الراليات الأوربية (بالإنجليزية: European Rally Championship)‏ هي سلسلة سباقات راليات تقام في القارة الأوربية، ينضمها الاتحاد الدولي للسيارات. أقيم أول سباق في عام 1953.